# Petalostylis
Petalostylis là một chi thực vật có hoa trong họ Đậu.